# Atarba confluenta
Atarba confluenta là một loài ruồi trong họ Limoniidae. Chúng phân bố ở miền Australasia.